# Подкрай-при-Межиці
Подкрай-при-Межиці (словен. Podkraj pri Mežici) — поселення в общині Межиця, Регіон Корошка, Словенія. Висота над рівнем моря: 615,2 м.